# Girrehlischken B
Girrehlischken B (1938 bis 1945: Ebenwalde, litauisch Girėliškiai) ist ein verlassener Ort im Rajon Krasnosnamensk der russischen Oblast Kaliningrad.
Die Ortsstelle befindet sich an einer Nebenstraße von Meschduretschje (Kauschen, fünf Kilometer südwestlich) nach Djatlowo (Neuweide, sechs Kilometer östlich).

## Geschichte

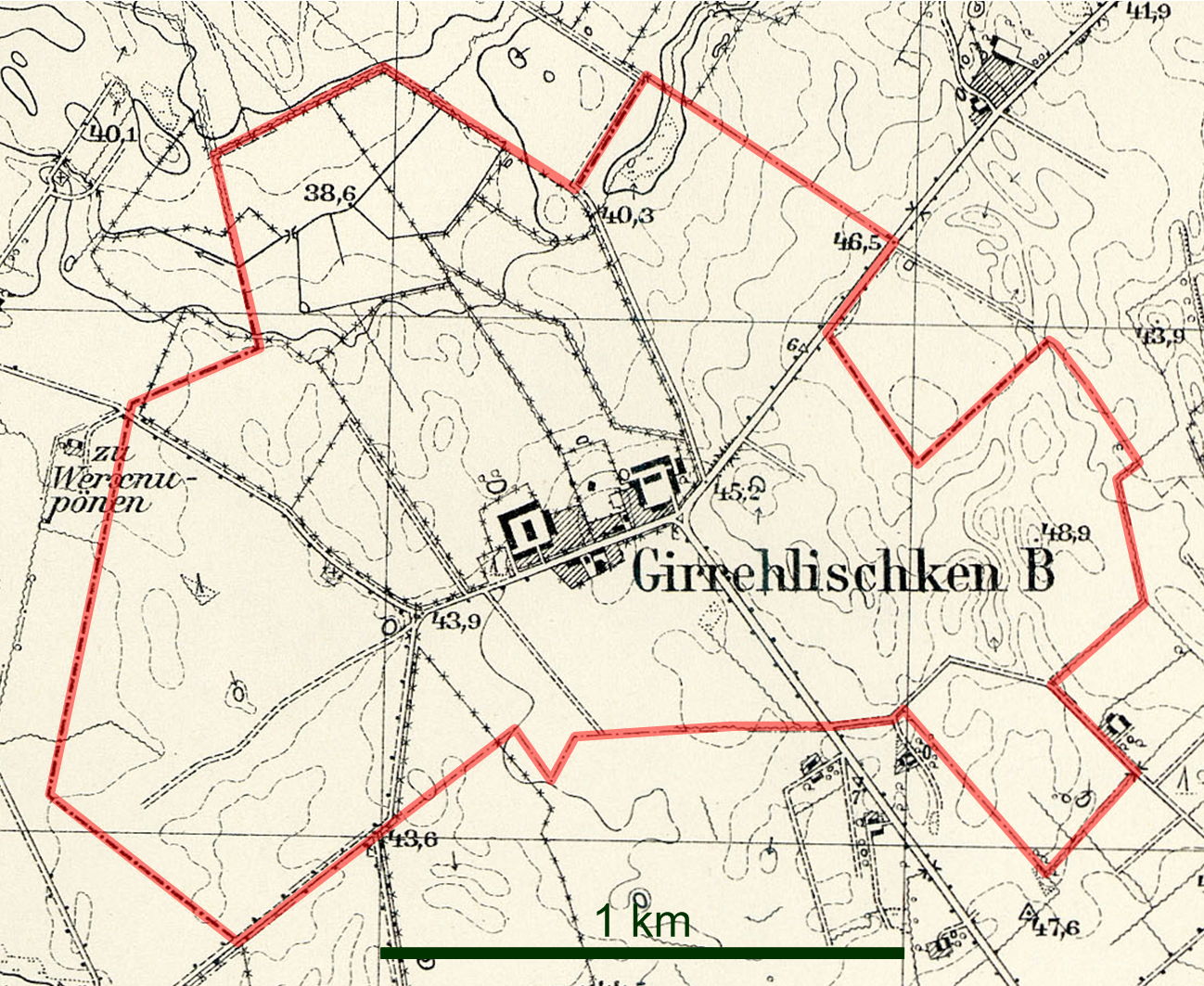
Die Gemeinde Girrehlischken B auf einem Messtischblatt von 1937

Girrehlischken war im 18. Jahrhundert ein Erbfreidorf, das zum Amt Brakupönen gehörte. Im Jahr 1874 wurde die Landgemeinde Girrehlischken B dem neu gebildeten Amtsbezirk Baltruschelen im Kreis Pillkallen zugeordnet. Das B diente der Unterscheidung zur im selben Amtsbezirk gelegenen gleichnamigen Landgemeinde Girrehlischken, die mit A gekennzeichnet wurde. Auf diese Weise hatte man auch ein Unterscheidungsmerkmal zum ebenfalls im Kreis Pillkallen in der Nähe von Grumbkowkeiten gelegenen Gutsbezirk Girrehlischken. 1938 wurde Girrehlischken in Ebenwalde umbenannt.
1945 kam der Ort in Folge des Zweiten Weltkrieges mit dem nördlichen Ostpreußen zur Sowjetunion. Einen russischen Namen bekam er (offenbar) nicht mehr. Überbleibsel des Ortes gehörten laut Karte zuletzt noch zu Murawjowo (Draugupönen/Deihornswalde, Eggleningken/Kiefernberg und Kiggen/Steinershöfen), wurden aber spätestens in den 1970er Jahren verlassen.

### Einwohnerentwicklung
| Jahr | Einwohner |
| ---- | --------- |
| 1867 | 78        |
| 1871 | 68        |
| 1885 | 84        |
| 1905 | 66        |
| 1910 | 86        |
| 1933 | 86        |
| 1939 | 100       |

## Kirche
Girrehlischken B/Ebenwalde gehörte zum evangelischen Kirchspiel Rautenberg.